# Incidents des gifles de George Patton

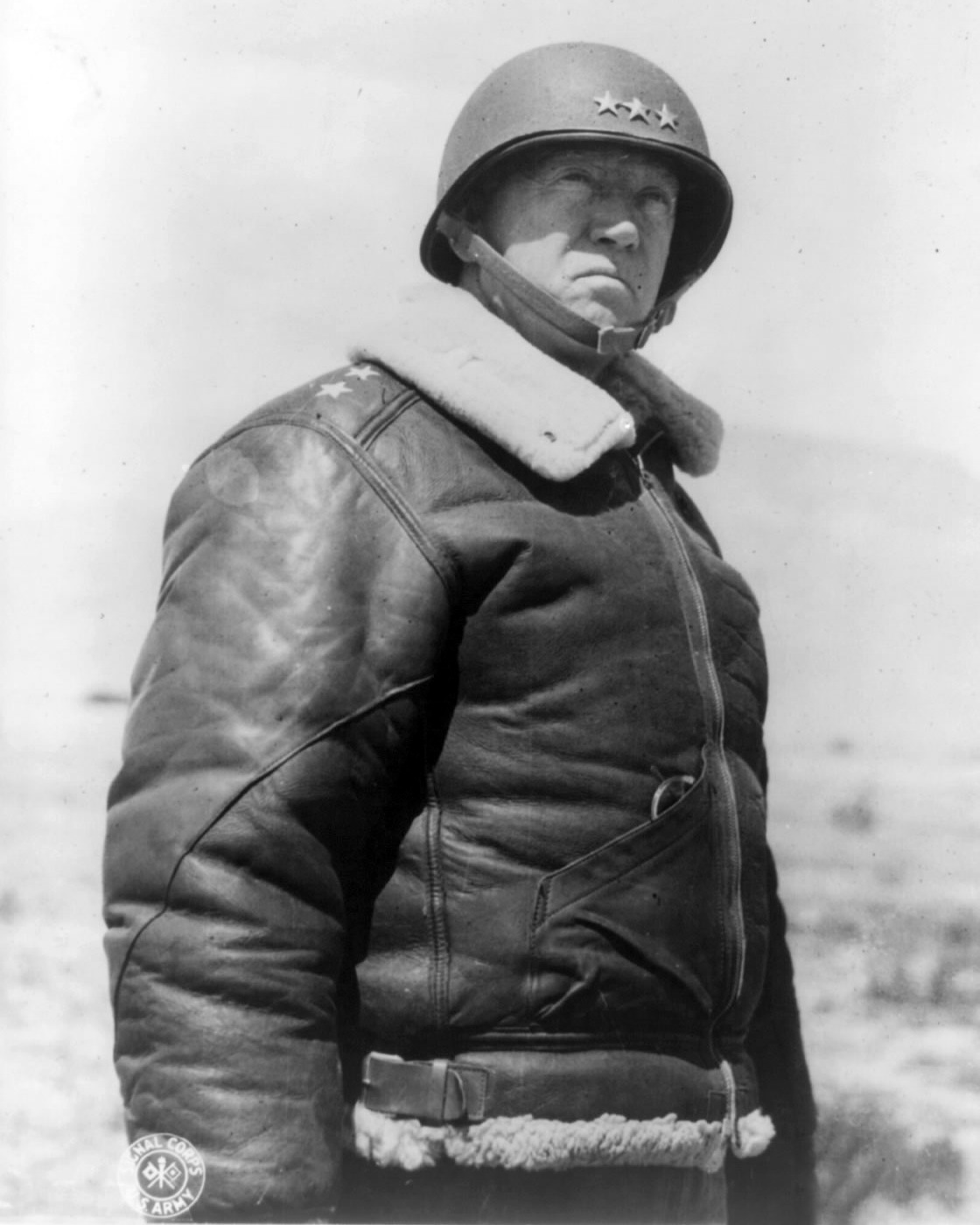
Le Lieutenant général George Patton, commandant de la 7e armée, en 1943.

Les incidents des gifles de George Patton décrivent des incidents provoqués au début du mois d'août 1943 par le lieutenant général américain George Patton, lorsque ce dernier gifle deux soldats de l'armée des États-Unis sous son commandement lors de la campagne de Sicile, pendant la Seconde Guerre mondiale.
La personnalité agressive de Patton et son manque de conviction quant à l'état de santé provoqué par le stress post-traumatique au combat amène les soldats à devenir le sujet de sa colère lors d'incidents des 3 et 10 août, lorsque Patton les gifle et réprimande après avoir découvert qu'ils sont des patients dans des hôpitaux d'évacuation éloignés des lignes de front sans blessures physiques apparentes.
La nouvelle des incidents se répand et finit par atteindre le supérieur hiérarchique de Patton, le général Dwight D. Eisenhower, qui lui inflige un blâme et lui ordonne de s'excuser auprès des deux hommes et auprès du personnel de l'hôpital présent lors de l'incident. Les actions de Patton sont d'abord cachées dans les médias jusqu'à ce que le journaliste Drew Pearson (en) les publie aux États-Unis. Alors que le Congrès des États-Unis et le grand public expriment à la fois leur soutien et leur dédain pour les actions de Patton, Eisenhower et le chef d'état-major de l'armée, George Marshall, décident de ne pas démettre Patton de son rôle de commandant. Il est néanmoins écarté du commandement de combat pendant près d'une année.
Saisissant l'occasion que présente cette situation difficile, Eisenhower utilise Patton comme leurre dans l'opération Fortitude, envoyant des renseignements erronés aux agents allemands indiquant que Patton dirigeait l'invasion de l'Europe. Alors que Patton est finalement revenu au commandement actif dans le théâtre européen au milieu de l'année 1944, ces incidents sont vus par Eisenhower, Marshall et d'autres dirigeants comme des exemples de la brutalité et de l'impulsivité de Patton. La progression de carrière de Patton est arrêtée lorsque d'anciens subordonnés tels qu'Omar Bradley sont devenus ses supérieurs.